# トシコハリマオセセリ
トシコハリマオセセリ（学名：Pyroneura toshikoae）は、チョウ目（鱗翅目）アゲハチョウ上科セセリチョウ科に分類されるチョウの一種。フィリピンの固有種。因みに和名の属名「ハリマオ」はマレー語やインドネシア語の「虎」を意味し、黒色と黄色の斑紋が美しい本属を言い得て妙である。

## 分布
本属はスンダランドを中心に分布し、個体数の少ない珍品が多く含まれている。本種はフィリピンのミンダナオ島の東部で採集されているだけで、非常に得難い種である。

## 形態
前翅長は19-20 mm。本種は他のPyroneura属の種とは翅の模様が違うので同定はさほど難しくはない。

## 生態
葉状に静止した黒色と黄色が鮮やかなセセリチョウを目にして、一瞬本種では・・・と胸を躍らせるのだが、他のPyroneura属のチョウだったり、近縁のPlastingia属だったりして、本種に出会えることは大変稀である。
種名の語源：命名者の母、林敏子に因む。